# Гуннар Грен
Гуннар Грен (швед. Gunnar Gren; 31 жовтня 1920, Ґетеборг, Швеція — 1 листопада 1991) — шведський футболіст, нападник, найвідоміший своїми виступами за італійський клуб «Мілан» в 1950-х роках.

## Біографія
Гуннар Грен почав грати в футбол в невеликому клубі «Горда» в його рідному Ґетеборгу. Ще будучи гравцем цього клубу, який ніколи не досягав значних успіхів, Грен був вперше викликаний до збірної Швеції. У складі збірної він вперше вийшов на поле 29 серпня 1940 року в матчі проти Фінляндії, в якому Швеція перемогла з рахунком 3:2.
В 1941 році він перейшов до значно іменитішого клубу «Ґетеборг», і вже в наступному році здобув у складі клубу титул чемпіона Швеції. 1946 року він став першим лауреатом шведського Золотого м'яча — нагороди, яку відтоді щорічно присуджують найкращому шведському футболісту року.
Його першим значним успіхом на міжнародному рівні стала літня Олімпіада 1948 року, де збірна Швеції здобула золоті медалі. Грен забив два м'ячі у фінальному матчі проти Югославії, який завершився з рахунком 3:1.
В 1949 році Грен разом з колегами по збірній Швеції Гуннаром Нордалем і Нільсом Лідхольмом підписав контракт з італійським «Міланом», почавши кар'єру професійного футболіста (в Швеції в той час усі футбольні клуби були аматорськими). Шведські нападники склали у «Мілані» потужне атакуюче тріо «Гре-Но-Лі», яке швидко здобуло популярність серед італійських вболівальників своєю винятковою продуктивністю; італійські вболівальники прозвали Грена Il Professore (іт. «професор»). 1953 року Грен перейшов до «Фіорентини», за яку відіграв два сезони. 1955 року він перейшов до клубу «Дженоа», відіграв за нього один сезон, і в 1956 році повернувся до Швеції. Тут він став граючим тренером в ґетеборзьких клубах: спочатку в «Ергрюте» і (з 1959 року) «ГАІС».

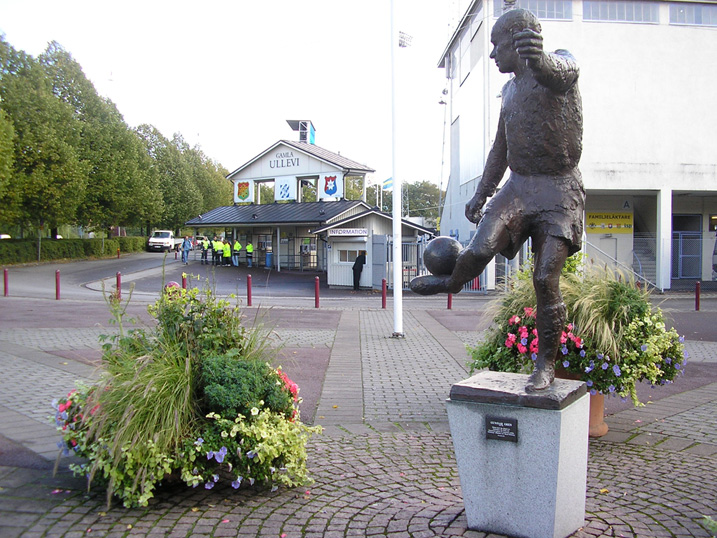
Статуя Гуннара Грена біля ґетеборзького стадіону «Гамла Уллеві»

Гуннар Грен не брав участі в чемпіонаті світу 1950 року в Бразилії, позаяк футбольні правила того часу дозволяли грати за збірну лише аматорам, а Грен, підписавши контракт з «Міланом», став професіоналом. Тому до першості світу Грен вперше потрапив лише в 1958 році, на чемпіонаті, який проходив в його рідній Швеції, коли йому було вже 37 років. На цьому чемпіонаті збірна Швеції посіла друге місце; Грен забив гол в півфінальному матчі проти Західної Німеччини, зробивши рахунок 2:1; в другому таймі був видалений з поля воротар німців Еріх Юсковяк, якого замінив літній запасний воротар Фріц Вальтер, після чого фінальну крапку в матчі поставив Курт Хамрін, майбутній гравець «Мілана», довівши рахунок до 3:1. У фіналі чемпіонату збірна Швеції поступилася з рахунком 2:5 збірній Бразилії, в складі якої грав Пеле.
Востаннє Гуннар Грен грав за збірну 26 жовтня 1958 року, за 5 днів до свого 38-річчя, в матчі проти Данії, якій закінчився внічию 4:4. Всього він відіграв за збірну 57 матчів (в 39 з яких Швеція перемогла) і забив 32 м'ячі.
Невдовзі після цього він завершив кар'єру гравця і зосередився на тренерській роботі в клубі ҐАІС. Втім, в 1964 році, коли клубу загрожував виліт до нижчої ліги, він сам вийшов на поле у вирішальному матчі, таким чином у віці 44 років ставши найстарішим гравцем шведської вищої ліги Аллсвенскан. На жаль, втручання майстра не врятувало команду, і клуб покинув вищу лігу. Пізніше він тренував клуб другого шведського дивізіону «Оддевольд». Тренерську кар'єру завершив в 1976 році.
Гуннар Грен помер через день після свого 71-го дня народження, 1 листопада 1991 року. Похований на Західному кладовищі Ґетеборга.
Біля стадіону «Гамла Уллеві» в Ґетеборзі була встановлена бронзова статуя Гуннара Грена. Восени 2006 року статуя була демонтована і зараз очікує завершення будівництва на цьому місці нового стадіону. Питання про його назву ще остаточно не вирішено, але цілком імовірно, що новий стадіон буде названо на честь Гуннара Грена.

## Досягнення і нагороди
- Олімпійський чемпіон: 1948
- Віце-чемпіон світу: 1958
- Володар «Золотого м'яча» як найкращий шведський футболіст 1946 року: перший лауреат цієї нагороди.
- Чемпіон Швеції: 1941-42 (у складі «Ґетеборга»).
- Чемпіон Італії: 1950-51 (у складі «Мілана»).
- Володар Латинського Кубка: 1951 (у складі «Мілана»).